# Lindigia vierecki
Lindigia vierecki là một loài ruồi trong họ Tachinidae.